# 16450 Messerschmidt
16450 Messerschmidt là một tiểu hành tinh vành đai chính với chu kỳ quỹ đạo là 2099.2901250 ngày (5.75 năm).
Nó được phát hiện ngày 16 tháng 9 năm 1989.